# Teuhtli
A Teuhtli vagy Teutli egy kialudt vulkán Mexikóváros területén.

## Leírás
A 2710 méter magasságú vulkán Mexikóváros három kerületének, Milpa Altának, Tláhuacnak és Xochimilcónak a hármashatárán emelkedik lakott területen kívül. A hawaii típusú, azaz nagy átmérőjű, de viszonylag kis relatív magasságú pajzsvulkán krátere csaknem szabályos csonkakúp alakú. Lejtőinek egy része mezőgazdasági művelés alatt áll, itt többnyire fügekaktuszt és kukoricát termesztenek.

## A hegy legendája
A legenda szerint évszázadokkal ezelőtt élt valahol Milpa Alta területén három fiatal, erős harcos: Teutli, Xico és Chichinautzin, akik egyik nap meglátták, hogy az egyik csatornán látogatók érkeznek, köztük egy szép, fehér bőrű lány, akit Iztaccíhuatlnak hívnak. Mindhárman azonnal beleszerettek, és rögtön ajándékokkal és vadásztrófeákkal halmozták el a lány szüleit, az apa azonban visszavitte lányát Tenochtitlanba. A fiatalok között azonban véres harc kezdődött a lányért, amelyből végül Teutli került ki győztesen: először megfutamította Xicót, majd egy égő fáklyát dobott Chichinautzinra, aki szénné égett. Iztaccíhuatl azonban egy Popocatépetl nevű harcosba lett szerelmes, akik elszöktek a kapcsolatukat tiltó apa elől, de a menekülés során a lány meghalt, és a történet szereplői mindannyian vulkánokká változtak, így jött létre a Teuhtli mellett az Iztaccíhuatl, a Popocatépetl és a Xico is.